# Caspian-Airlines-Flug 7908
Caspian-Airlines-Flug 7908 (Flugnummer: RV7908) war ein Linienflug der Gesellschaft Caspian Airlines, der am 15. Juli 2009 auf der Route von Teheran (Iran) nach Jerewan (Armenien) in der Nähe des Dorfs Dschannatabad bei Qazvin im Nordwesten des Iran abstürzte. Die Maschine, eine vollbesetzte Tupolew Tu-154M, prallte 16 Minuten nach dem Start auf dem Boden auf, wobei alle Insassen, 156 Passagiere und 12 Crewmitglieder, ums Leben kamen. Der armenische Präsident Sersch Sargsjan ordnete für den 16. Juli 2009 einen Trauertag an.

## Fluggerät
Das Flugzeug, eine Tupolew Tu-154M mit dem amtlichen Luftfahrzeugkennzeichen EP-CPG, hatte die Produktionsnummer 87A-748 und absolvierte im April 1987 seinen Jungfernflug mit dem Testkennzeichen CCCP-85748. Erster Eigentümer der Maschine war die ehemalige afghanische Fluggesellschaft Bakhtar Afghan Airlines, welche das Flugzeug am 20. April 1987 mit dem Kennzeichen YA-TAR übernahm. Ein Jahr später kaufte die Ariana Afghan Airlines die Tu-154. Die Maschine behielt das Kennzeichen bei. Zehn Jahre später, im März 1998, leaste die Caspian Airlines zunächst die Tu-154, entschloss sich dann aber am 15. März 1998, das Flugzeug zu kaufen. So trug die Maschine bis zum Absturz das Luftfahrzeugkennzeichen EP-CPG. Das Flugzeug verfügte über 168 Economy-Class-Sitzplätze und wurde von drei Solowjow D-30KU-154-Turbinen, welche 103 kN Schub liefern, angetrieben. Die Maschine war einen Monat vor dem Unglück einer technischen Überprüfung durch den Wartungsbetrieb für Tupolew Tu-154 auf dem Flughafen Mineralnyje Wody (Russland) unterzogen worden, wonach die Betriebsgenehmigung bis 2010 verlängert worden war.

## Unfallhergang
Kurz nach dem Start der Maschine hatten die Piloten Feuer im linken Triebwerk gemeldet. Die Piloten hatten die Freigabe für die Flugfläche 320 (circa 9.800 Meter), jedoch erreichte die Maschine nur FL288 (circa 8.800 Meter). Wie das Radar zeigte, sank die Maschine anschließend in 55 Sekunden auf 14.700 Fuß (circa 4.500 Meter). Dies entspricht einer Sinkrate von 15.400 Fuß (circa 4700 Meter) pro Minute, was einem Sturzflug gleichkommt. Augenzeugenberichten zufolge kreiste die Maschine vor dem Absturz in der Luft, um eine Notlandung zu versuchen. Beim Aufprall um 11:33 Uhr Ortszeit (9:03 Uhr MESZ) in einem Feld explodierte die Tu-154. An der Absturzstelle entstand ein Krater mit einer Tiefe von 10 Metern; die Trümmerteile verteilten sich in einem Radius von bis zu 200 Metern.

## Passagiere
Neben den vorwiegend iranischen Passagieren waren sechs armenische und zwei georgische Staatsbürger unter den Passagieren. Außerdem waren zwei Personen mit australisch-iranischer Staatsbürgerschaft an Bord. Unter den Toten war die gesamte iranische Judo-Jugendnationalmannschaft (acht Athleten und zwei Trainer), das ehemalige Mitglied des iranischen Parlaments Levon Davidian und Natela Nikonova, die Gattin des georgischen Botschafters im Iran. 42 der umgekommenen Iraner gehörten der armenischen Minderheit an. Beide gestorbenen Kanadier – eine junge Mutter mit ihrem kleinen Sohn – waren armenischer Herkunft. Insgesamt war es der 62. Verlust einer Tupolew Tu-154, davon der fünfte im Iran. Außerdem war es der bis dato zweitschlimmste zivile Flugunfall im Iran.

## Untersuchung
Neben der iranischen Luftfahrtbehörde, die den Absturz untersucht, verkündete der armenische Präsident Sersch Sargsjan am 15. Juli 2009 die Bildung einer eigenen Regierungskommission unter der Leitung des Vize-Premierministers Armen Gevorgian zur Untersuchung des Absturzes. Einen Tag nach dem Absturz, am 16. Juli 2009, wurden Flugschreiber und das Stimmenaufzeichnungsgerät gefunden, welche Aufschluss über die Unfallursache geben können. Jedoch sind zwei der drei Flugschreiber beim Aufprall stark beschädigt worden, so dass die Aufnahmebänder dieser Boxen außerhalb der Behältnisse gefunden worden sind. Trotzdem hoffen die Untersucher Daten aus den Bändern zu erhalten. Bei Problemen, so die Untersuchungskommission, werde man die Flugschreiber an den Hersteller Tupolew PSC schicken, um die Daten zu erhalten.